# Batocera quercinea
Batocera quercinea là một loài bọ cánh cứng trong họ Cerambycidae.